# Српска независност (часопис)
Српска независност: орган Народно-либералне странке је лист који је почео да излази 1881. године у Београду.Основан је од стране "Дружине за потпомагање српске књижевности".

## Историјат
Лист Српска независност је покренут као орган Народне либералне странке што му је био и почетни поднаслов. Од 1903. године лист је орган либерала. Поднаслов се временом мењао, па је гласио и „орган либерала“ и „лист за политику, привреду и књижевност“.
Лист је од бр. 1 (1903) иѕлаѕио са упоредним насловима и на француском и немаčком језику: L' Indépendance Serbe = Serbische Unaphangigbeit, а од бр. 47 (1903) лист је излазио са насловом само на српском језику.
Први број листа је изашао 1. октобра 1881. године. Престаје да излази 1883. год. Поново је покренут 2. фебруара 1888. године и излази све до бр. 48 (30. априла 1892), када је најављено обустављање листа. Обновљен је опет јануара 1903. године.